# Moralium dogma philosophorum
Het Moralium dogma philosophorum is een Latijnse pedagogische compilatie van de morele lessen van de filosofen waarvoor het De officiis van Cicero model stond, maar met eigen definities van de morele deugden, aangevuld met talrijke citaten van in het bijzonder Cicero en Seneca, maar ook van Sallustius, Horatius, Terentius, Lucanus en andere klassieke auteurs. Er is weinig of niet direct geput uit de werken van christelijke auteurs of kerkvaders. Het werk was een belangrijke bron voor het ontstaan van een profane ethiek op basis van de moraalfilosofie van Cicero
De tekst was zeer populair doorheen de middeleeuwen, getuige daarvan het aantal bewaarde handschriften: 50 vermeld door J. Homberg in 1929, 17 bijgevoegd aan de lijst door Williams in 1931. U. Neddermeyer signaleert 86 handschriften in 1998.
Naast de Latijnse handschriften werd de tekst ook vertaald in het vernaculair. Er werden versies gemaakt in het Oudfrans, het Middelnederlands (Nederrijns), Engels, Duits en Italiaans. Uit de 14e eeuw is een IJslandse versie bekend.  Het werk werd ook nog regelmatig gedrukt in de 16e eeuw. De laatste druk dateert van 1869.
De recentste uitgave van het werk is die van 1929 door John Holmberg, waarin zowel de Latijnse versie als een Franse en een Middelnederlandse vertaling werden opgenomen. Holmberg heeft het trouwens over een Nederfrankische versie. De Latijnse versie die men kan raadplegen op intratext.com (zie weblinks), is gebaseerd op de tekst van Holmberg.

## Auteur
Over de auteur van het werk bestaat geen zekerheid. In 1889 schreef Jean-Barthélemy Hauréau het werk toe aan Guillaume de Conches, een toeschrijving die tot 1931 algemeen werd aangenomen. Williams concludeerde in 1931 dat het werk evengoed van de hand van Gautier de Châtillon (Walter van Châtillon) kon zijn en dat men dus de auteur niet eenduidig kon benoemen. In 1948 kwam P. Glorieux met de these dat Alan van Lille de auteur was, hierin zeer snel tegengesproken door P. Delhaye die terugkeerde naar een toeschrijving aan Guillaume de Conches. In 1957 publiceerde J. R. Williams een nieuwe studie waarin hij concludeert dat er uit de studie van het werk zeer weinig pleit voor de toeschrijving aan Guillaume de Conches en de patronage van Henri Plantagenet, terwijl de toeschrijving aan Gautier de Châtillon veel waarschijnlijker lijkt. Hij besluit echter dat het auteurschap van de Moralium dogma philosophorum een nog op te lossen raadsel blijft. Ook in een studie van Anthony Cassell uit 2006 wordt het auteurschap opengelaten zoals trouwens ook in een studie van Barry Taylor uit 1992,

## Datering
Afhankelijk van de auteur die men aanneemt is ook de datum van het ontstaan van deze Latijnse tekst vast te leggen. Als men opteert voor Guillaume de Conches moet men het werk voor 1155 dateren, als men opteert voor Gautier de Châtillon wordt de datum eerder 1160-1170. Als de tekst van de hand van een andere auteur zou zijn is een precieze datum moeilijk vast te stellen, maar men houdt het meestal bij een ontstaan tussen 1140 en 1180. De eerste vertalingen in het Oudfrans duiken op in het einde van het derde kwart van de 13e eeuw, de eerste Middelnederlandse vertaling, het Nederrijns Moraalboek, dateert van 1270 -1290.

## Inhoud
De auteur nam zoals hoger gezegd het De officiis van Cicero als model van zijn boek. Cicero heeft het over het eervolle (De honesto), het nuttige (De utili) en de tegenstellingen tussen beide (De conflictu honesti et utilis). De auteur van de Moralium dogma philosophorum voegde er twee vergelijkende hoofdstukken aan toe namelijk het De comparatione honestorum en het De comparatione utilium.
De inhoud  van het latijnse geschrift ziet er dus als volgt uit:
- Prooemium - voorwoord
- I. De honesto - over het eervolle (de kardinale deugden)
  - I.A. De prudentia - wijsheid
  - I.B. De iustitia - rechtvaardigheid
  - I.BI. De iniustitia - onrecht
  - I.C. De fortitudine - kracht
  - I.D. De temperantia - gematigdheid
- II. De comparatione honestorum - over de vergelijking van het eervolle
- III. De utili - over het nuttige (waarvan de mens gebruik maakt)
  - III.A. De bonis animi - over de goede ziel
  - III.B. De bonis corporis - over het goede lichaam
  - III.C. De bonis fortunae - over het goede lot
- IV. De comparatione utilium - over de vergelijking van het nuttige
- V. De conflictu honesti et utilis - over de tegenstelling tussen het eervolle en het nuttige
- Conclusio operis- slotwoord

## Vertaling
De Franse en de Middelnederlandse vertaling houden dezelfde structuur aan. In het Middelnederlands heet het: "erlike sake is gedelt in vir saken, in behagelheit, inde regtigheid, inde in cragte, inde in getempertheide". De Oudfranse en Middelnederlandse vertalingen vallen op door het weglaten en inkorten van secties. Door die aanpassingen wordt de tekst veel leesbaarder dan de systematische Latijnse tekst. Van een filosofisch compendium is het werk omgevormd tot een praktische leergids voor de (jonge) edelman en lijkt het meer op een vorstenspiegel.
De Middelnederlandse of om preciezer te zijn de Nederrijnse vertaling is gekend als het Nederrijns Moraalboek.

## Weblinks
- Moralium dogma philosophorum, John Holmberg.
- Latijnse tekst online
- Lijst van manuscripten